# Rafael Páscoa
Rafael Páscoa (Belo Horizonte,1990) é um lutador brasileiro de luta greco-romana. Foi um dos poucos representantes do país nos Jogos Pan-Americanos de 2011, em Guadalajara, no México.